# Pavetta subulata
Pavetta subulata är en måreväxtart som beskrevs av Johannes Elias Teijsmann och Simon Binnendijk. Pavetta subulata ingår i släktet Pavetta och familjen måreväxter.
Artens utbredningsområde är Java. Inga underarter finns listade i Catalogue of Life.